# Good Bye! (album SBB)
Good Bye! – płyta zespołu SBB wydana w 2000 roku przez Moskito Records, a następnie także w zremasterowanej edycji uzupełnionej o repertuar wydanego w kwietniu 2001 roku minialbumu „The Golden Harp” jako: Good Bye! SBB Live In Concert + The Golden Harp EP wydanego przez SBB Produktions (2002) oraz przez Metal Mind Productions (2004 i 2005).
Składają się na nią utwory zarejestrowane podczas koncertu w maju 2000 roku w niemieckim Herzogenaurach. Koncert odbył się z udziałem Paula Wertico (amerykańskiego perkusisty, muzyka zespołu Pata Metheny’ego).

## Lista utworów
1. Born To Die – (Skrzek, Anthimos, Wertico) [08:45]
2. Wish – (Skrzek, Drasch) [09:03]
3. Drum-Battle – (Anthymos, Wertico) [04:41]
4. Boogie – (Skrzek, Anthimos, Wertico) [10:21]
5. Rainbow Man – (Skrzek, Drasch) [09:40]
6. Odlot – (Skrzek, Grań) [09:35]
7. Paul – (Wertico) [03:34]
8. The Golden Harp – (Skrzek, Aretz)  - w zremasterowanej edycji z The Golden Harp
9. Bar Wah-Wah – (Anthymos) [04:21] - w zremasterowanej edycji z The Golden Harp
10. Least It’s Sunny – (Wertico) [04:44]  - w zremasterowanej edycji z The Golden Harp
11. Strawbury Jam – (Skrzek, Anthimos, Wertico) [02:56] - w zremasterowanej edycji z The Golden Harp
12. The Golden Harp (Instrumental) – (Skrzek) [05:56] - w zremasterowanej edycji z The Golden Harp

## Twórcy
- Józef Skrzek – wokal, gitara basowa, harmonijka ustna, instrumenty klawiszowe
- Apostolis Anthimos – gitara, perkusja
- Paul Wertico – perkusja, wokal